# Steve Naghavi

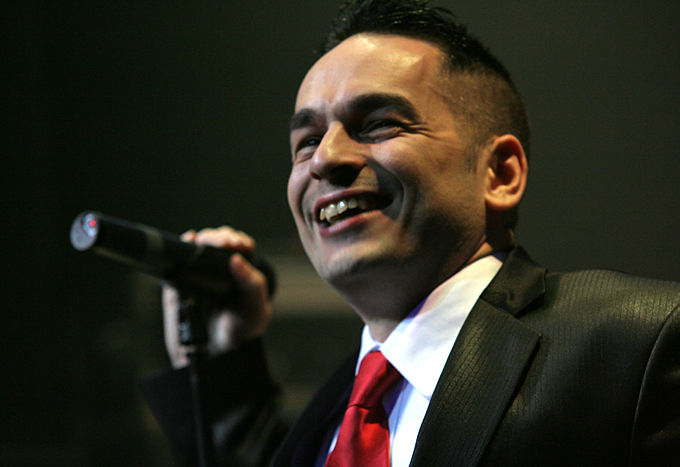
Steve Naghavi, 2008

Steve Naghavi (* 26. Mai 1970 in Teheran, Iran) ist ein deutscher Popsänger, Songwriter und Musikproduzent iranischer Herkunft. Er ist Leadsänger der Gruppe And One.

## Leben
Naghavi kam als Zehnjähriger mit seiner Familie nach Deutschland. 1988 gründete er zusammen mit einem Freund nach einem Besuch eines Konzertes der Gruppe Depeche Mode, die seit seiner Kindheit sein musikalisches Vorbild war, die Synthie-Popband And One, für die er bis heute als Sänger tätig ist. Seine erste Komposition Metalhammer wurde 1990 in der BRD ein Szene-Erfolg. Mit der Gruppe And One konnte er seitdem eine der führenden Synthie-Pop-Bands im deutschsprachigen Raum etablieren.

## Veröffentlichungen (Auswahl)
- Naghavi's selection 97, Köln: EMI Music Germany, 2011
- Military fashion show, Leipzig: André Kobliha; Hannover: SPV, 2006
- Aggressor, Naghavi, Steve, Köln: EMI-Electrola, 2003
- Anguish, Naghavi, Steve, Berlin: Modern Music; Herne: Rough Trade Records, 1993
- Flop!, Naghavi, Steve, Berlin: Modern Music; Herne: Rough Trade Records, 1993